# Нукуфетау
Нукуфетау (англ. Nukufetau) — атолл в центральной части архипелага Тувалу в 86 км к северо-западу от Фунафути и в 57 км к юго-западу от Ваитупу. Административно-территориальная единица (островной совет) государства Тувалу.

## География
Атолл имеет форму прямоугольника, длина которого составляет 14 км, а ширина — 10 км. Общая площадь суши — 2,99 км². Нукуфетау состоит из 35 маленьких островков (или моту), крупнейшими из которых являются Фале, Мотулало и Лафага.
| - Asau - Faiava Lasi - Faiava Foliki - Fale - Funaota - Kogo Loto Lafaga - Lafanga - Matanukulaelae - Motufetau | - Motulalo - Motuloa - Motulua - Motumua - Muliafua - Niualei - Niualuka - Niuatui - Niuatali | - Niuelesolo - Niutepu - Oua - Sakalua - Savave - Teafatule - Teafuafaleniu - Teafualetia - Teafuamua | - Teafuaniua - Teafuanonu - Teafuapolau - Teafuatutu - Teafuavea - Teafuone - Teafuatakalau - Temotuloto |

## История
Согласно легендам, остров Нукуфетау был колонизирован тонганцами. Традиционно население острова было разделено на три клана, которые проживали на трёх крупнейших островках: Фале, Мотулало и Лафага. С появлением на острове миссионеров всё население было переселено на Фале. Нукуфетау был открыт американцем в 1819 году.

## Население
В 2002 году численность населения острова составляла 586 человек. Единственное поселение — деревня Сававе.